# Agave vizcainoensis
Agave vizcainoensis är en sparrisväxtart som beskrevs av Howard Scott Gentry. Agave vizcainoensis ingår i släktet Agave och familjen sparrisväxter. Inga underarter finns listade i Catalogue of Life.